# Max Stiff
Max Anton Stiff (* 5. Januar 1890 in Busendorf, Kreis Bolchen im heutigen Bouzonville, Lothringen; † 30. Januar 1966 in Münster) war ein deutscher Verwaltungsjurist.

## Leben
Max Anton Stiff, Sohn des Notars Ludwig Stiff, studierte nach Schulbesuchen im lothringischen Busendorf und Altkirch im Elsass, Rechtswissenschaften an der Eberhard Karls Universität Tübingen und der Rheinischen Friedrich-Wilhelms-Universität Bonn Er war Mitglied der katholischen Studentenverbindungen AV Guestfalia Tübingen und KDStV Bavaria Bonn im CV. 1914 wurde er an der Ernst-Moritz-Arndt-Universität Greifswald mit der Arbeit Die Organe der provinziellen Selbstverwaltung in Preußen zum Dr. iur. utr. promoviert. Er trat in den Staatsdienst ein und wurde am 12. März 1912 Gerichtsreferendar am Oberlandesgericht Köln. Er war anschließend am Amtsgericht Sinzig, an den Landgerichten Saarbrücken und Köln, bei der Staatsanwaltschaft Köln und in einer Kölner Anwaltssozietät tätig. Nach Kriegsdienst im Ersten Weltkrieg war ab 1919 als Assessor am Amtsgericht Köln, später am Oberlandesgericht Köln tätig.
Max Stiff wurde 1922 Landrat des Landkreises Hildesheim. Am 21. November 1929 wurde er zunächst kommissarisch mit der Verwaltung des Landratsamts in Münster beauftragt; im April 1930 als Landrat versetzt nach Münster. Am 15. Juni 1933 wurde er von dem NS-Regime wegen seiner engagierten katholischen Ausrichtung und Mitgliedschaft in der Zentrumspartei abgesetzt.
Nach dem Krieg wurde er am 16. Mai 1945 zum Landrat des Kreises Münster ernannt. Von April 1946 bis zu seinem Eintritt in den Ruhestand am 30. April 1955 Oberkreisdirektor in Münster. Er war Vorsitzender des DRK-Kreisverbandes. 1954 wurde er Direktor beim Sozialgericht in Münster.
Sein Sohn war Günter Stiff.